# Stiftelsen Företagsam
Stiftelsen företagsam stödjer intresserade skolor att komma igång med verklighetsbaserat lärande. "Företagsamhet", "självständighet" och "lust att lära" är nyckelord i Företagsams olika koncept.
Alla Företagsams koncept bygger på samma grundtanke – att elevernas prestationer och skolarbete förbättras när de kombineras med meningsfulla utmaningar utanför skolan. Eleverna utvecklas och stimuleras i samverkan med vuxna verksamma i yrkeslivet och ser hur kunskaperna som förmedlas i skolan hänger ihop med arbete och vuxenliv.
Eleverna besöker regelbundet en fadder i ett företag eller annan verksamhet som har anknytning till studievalet. Där utför de en serie uppdrag eller projekt som rapporteras – både i skolan och till faddern. Svårighetsgraden höjs successivt och erfarenheterna från varje slutfört uppdrag ligger till grund för nästa. Till sist kan eleverna fadderns verksamhet så väl att de t o m ibland kan göra en företagsnyttig insats.
Denna form av verklighetsbaserat lärande innebär att läroplan och programmål hamnar i fokus. Konceptens lärprocess underlättar också för läraren att se sambandet mellan elevens uppgifter hos faddern och de kunskapsmål som ska uppnås i skolans kärn- och karaktärsämnen.